# Michelle Tea
Pour les articles homonymes, voir Tea.
Michelle Tea, née Michelle Tomasik en 1971 à Chelsea, au Massachusetts, est une auteure américaine, s'intéressant en particulier à la culture queer, au féminisme et à la prostitution.
Elle est notamment interviewée dans le documentaire de Virginie Despentes, Mutantes (Féminisme Porno Punk).

## Œuvre
- The Passionate Mistakes and Intricate Corruption of One Girl in America (1998)
- Valencia (2000) - Prix Lambda Literary, éditée en français par Hystériques et associéEs, 2024, traduction : Jeanne Gissinger[1]
- The Chelsea Whistle (2002)
- The Beautiful (2003)
- Rent Girl (2004)
- Rose of No Man's Land (2006)
- Transforming Community (2007)
- Coal to Diamonds: A Memoir (2013), en collaboration avec Beth Ditto)
- Mermaid in Chelsea Creek (2013)
- How to Grow Up: A Memoir (2015)
- Girl at the Bottom of the Sea (2015)
- Black Wave (2016)
- Modern Tarot: Connecting With your Higher Self Through the Wisdom of the Cards (2017)